# U-606 (tàu ngầm Đức)
U-606 là một tàu ngầm tấn công  Lớp Type VII thuộc phân lớp Type VIIC được Hải quân Đức Quốc Xã chế tạo trong Chiến tranh Thế giới thứ hai. Nhập biên chế năm 1942, nó đã thực hiện được ba chuyến tuần tra, đánh chìm được ba tàu buôn với tổng tải trọng 20.527 GRT , đồng thời gây hư hại cho hai chiếc khác tổng tải trọng 21.925 GRT. Trong chuyến tuần tra cuối cùng, U-606 bị các tàu khu trục ORP Burza của Hải quân Ba Lan và tàu cutter USCGC Campbell của Tuần duyên Hoa Kỳ đánh chìm trong Đại Tây Dương về phía Đông Newfoundland vào ngày 22 tháng 2, 1943.

## Thiết kế và chế tạo

### Thiết kế

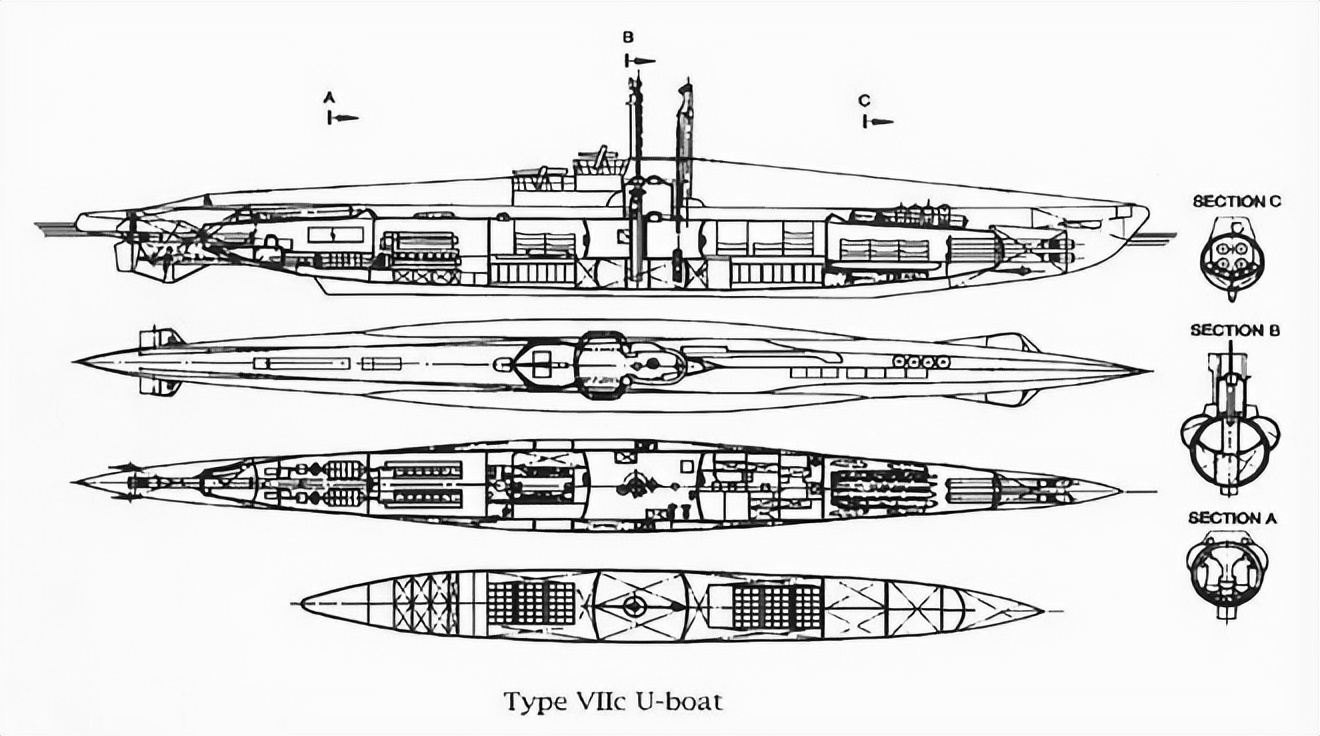
Sơ đồ các mặt cắt một tàu ngầm Type VIIC

Phân lớp VIIC của Tàu ngầm Type VII là một phiên bản VIIB được kéo dài thêm. Chúng có trọng lượng choán nước 769 t (757 tấn Anh) khi nổi và 871 t (857 tấn Anh) khi lặn). Con tàu có chiều dài chung 67,10 m (220 ft 2 in), lớp vỏ trong chịu áp lực dài 50,50 m (165 ft 8 in), mạn tàu rộng 6,20 m (20 ft 4 in), chiều cao 9,60 m (31 ft 6 in) và mớn nước 4,74 m (15 ft 7 in).
Chúng trang bị hai động cơ diesel Germaniawerft F46 siêu tăng áp 6-xy lanh 4 thì, tổng công suất 2.800–3.200 PS (2.100–2.400 kW; 2.800–3.200 bhp), dẫn động hai trục chân vịt đường kính 1,23 m (4,0 ft), cho phép đạt tốc độ tối đa 17,7 kn (32,8 km/h), và tầm hoạt động tối đa 8.500 nmi (15.700 km) khi đi tốc độ đường trường 10 kn (19 km/h). Khi đi ngầm dưới nước, chúng sử dụng hai động cơ/máy phát điện Garbe, Lahmeyer & Co. RP 137/c  tổng công suất 750 PS (550 kW; 740 shp). Tốc độ tối đa khi lặn là 7,6 kn (14,1 km/h), và tầm hoạt động 80 nmi (150 km) ở tốc độ 4 kn (7,4 km/h). Con tàu có khả năng lặn sâu đến 230 m (750 ft).
Vũ khí trang bị có năm ống phóng ngư lôi 53,3 cm (21 in), bao gồm bốn ống trước mũi và một ống phía đuôi, và mang theo tổng cộng 14 quả ngư lôi, hoặc tối đa 22 quả thủy lôi TMA, hoặc 33 quả TMB. Tàu ngầm Type VIIC bố trí một hải pháo 8,8 cm SK C/35 cùng một pháo phòng không 2 cm (0,79 in) trên boong tàu. Thủy thủ đoàn bao gồm 4 sĩ quan và 40-56 thủy thủ.

### Chế tạo
U-606 được đặt hàng vào ngày 22 tháng 5, 1940, và được đặt lườn tại xưởng tàu của hãng Blohm & Voss ở Hamburg vào ngày 12 tháng 3, 1941. Nó được hạ thủy vào ngày 27 tháng 11, 1941, và nhập biên chế cùng Hải quân Đức Quốc Xã vào ngày 22 tháng 1, 1942 dưới quyền chỉ huy của Hạm trưởng, Trung úy Hải quân Hans Klatt.

## Lịch sử hoạt động
Sau khi hoàn tất việc huấn luyện trong thành phần Chi hạm đội U-boat 5, U-606 được điều sang Chi hạm đội U-boat 11 từ ngày 1 tháng 9, 1942 để hoạt động trên tuyến đầu, rồi lại được điều sang Chi hạm đội U-boat 9 từ ngày 1 tháng 11, 1942 cho đến khi bị mất.

### Chuyến tuần tra thứ nhất
U-606 đã di chuyển từ cảng Kiel, Đức đến cảng Bergen, Na Uy vào cuối tháng 8, 1942, rồi xuất phát từ đây vào ngày 14 tháng 9 cho chuyến tuần tra đầu tiên trong chiến tranh. Nó hoạt động trong biển Na Uy dọc bờ biển phía Đông của Greenland cho đến tận phía Nam quần đảo Svalbard. Vào ngày 21 tháng 9, chiếc tàu ngầm bị một thủy phi cơ PBY Catalina thuộc Liên đội 330 Không quân Hoàng gia Anh đang hộ tống cho Đoàn tàu QP-14; tuy nhiên hỏa lực phòng không của U-606 đã bắn rơi kẻ tấn công mà không chịu hư hại gì. Chiếc U-boat quay trở về Bergen vào ngày 26 tháng 9.

### Chuyến tuần tra thứ hai
U-606 khởi hành từ Bergen vào ngày 17 tháng 10 cho chuyến tuần tra hai. Nó rồi băng qua khe GI-UK giữa quần đảo Faroe và Iceland để vòng qua quần đảo Anh và hoạt động tại khu vực giữa Bắc Đại Tây Dương. Tại đây vào ngày 28 tháng 10, nó phóng ngư lôi tấn công Đoàn tàu HX-212, đánh trúng và gây hư hại cho chiếc tàu xưởng săn cá voi Na Uy Kosmos II 16.966 GRT ở vị trí khoảng 600 nmi (1.100 km) về phía Đông Nam mũi Farewell, Greenland; Kosmos II bị tàu ngầm U-624 kết liễu một ngày sau đó.
Cùng trong ngày 28 tháng 10, U-606 cũng đã đánh chìm chiếc tàu chở dầu Hoa Kỳ Gurney E. Newlin 8.225 GRT, cùng thuộc Đoàn tàu HX-212 và đã hư hại do trúng ngư lôi từ tàu ngầm U-436 một ngày trước đó. U-606 kết thúc chuyến tuần tra và đi đến căn cứ Brest bên bờ Đại Tây Dương của Pháp đã bị Đức chiếm đóng, đến nơi vào ngày 5 tháng 12.

### Chuyến tuần tra thứ ba – Bị mất
U-606 xuất phát từ Brest vào ngày 4 tháng 1, 1943 cho chuyến tuần tra thứ ba, cũng là chuyến cuối cùng, để hoạt động tại khu vực Bắc Đại Tây Dương về phía Đông Newfoundland. Vào ngày 22 tháng 2, nó đã phóng ngư lôi tấn công Đoàn tàu ON-166 ở vị trí về phía Đông St. John's, Newfoundland, đánh chìm các tàu buôn Anh Empire Redshank 6.615 GRT và tàu buôn Hoa Kỳ Chattanooga City 5.687 GRT, đồng thời gây hư hại cho chiếc tàu buôn Hoa Kỳ Expositor 4.959 GRT, mà sau đó bị tàu ngầm U-303 kết liễu.
Ngay sau đó, U-606 bị tàu khu trục ORP Burza của Hải quân Ba Lan, thuộc thành phần hộ tống cho  Đoàn tàu ON-166, thả mìn sâu phản công và bị hư hại nặng. Khi chiếc U-boat trồi lên mặt nước, nó tiếp tục bị tàu cutter USCGC Campbell thuộc lực lượng Tuần duyên Hoa Kỳ tiếp tục tấn công bằng mìn sâu và hải pháo, và bị đánh chìm tại tọa độ 47°44′B 33°43′T / 47,733°B 33,717°T. 36 thành viên thủy thủ đoàn của U-606 đã tử trận, và có 12 người sống sót được cứu vớt (5 người bởi Campbell và 7 người bởi Burza), và bị bắt làm tù binh chiến tranh.

### "Bầy sói" tham gia
U-606 từng tham gia năm bầy sói:
- Puma (26 – 29 tháng 10, 1942)
- Natter (30 tháng 10 – 8 tháng 11, 1942)
- Kreuzotter (8 – 24 tháng 11, 1942)
- Falke (8 – 19 tháng 1, 1943)
- Haudegen (19 tháng 1 – 15 tháng 2, 1943)

### Tóm tắt chiến công
U-606 đã đánh chìm được ba tàu buôn tổng tải trọng 20.527 GRT, đồng thời gây hư hại cho hai chiếc khác tổng tải trọng 21.925 GRT:
| Ngày              | Tên tàu          | Quốc tịch      | Tải trọng | Số phận      |
| ----------------- | ---------------- | -------------- | --------- | ------------ |
| 28 tháng 10, 1942 | Kosmos II        | Norway         | 16.966    | Bị hư hại    |
| 28 tháng 10, 1942 | Gurney E. Newlin | United States  | 8.225     | Bị đánh chìm |
| 22 tháng 2, 1943  | Chattanooga City | United States  | 5.687     | Bị đánh chìm |
| 22 tháng 2, 1943  | Empire Redshank  | United Kingdom | 6.615     | Bị đánh chìm |
| 22 tháng 2, 1943  | Expositor        | United States  | 4.959     | Bị hư hại    |